# Rick Bourke
Rick Bourke (* 16. November 1953 Cronulla, New South Wales, Australien; † 15. August 2006) war ein australischer Rugby-League-Spieler, der bei den Cronulla-Sutherland Sharks und den South Sydney Rabbitohs spielte.
Bourke spielte zehn Saisons für die Cronulla-Sutherland Sharks als Verteidiger, unter anderem auch 1973 beim ersten Endspiel der Sharks. Danach spielte er noch eine Saison bei den South Sydney Rabbitohs.
Rick Bourke starb am 15. August 2006 im Alter von 52 Jahren an Krebs.